# Dalmacio Moner
San Dalmacio Moner (Santa Coloma de Farnés, 1289-Gerona, 24 de septiembre de 1341), fraile dominico, destacado por su preferencia por la soledad y el silencio.
Criado en el seno de una familia acomodada. Pasa su juventud en Gerona, donde estudia con los monjes benedictinos artes liberales; y entabla contacto con los frailes dominicos. Estudia lógica, filosofía y teología.  En 1314 ingresa en la Orden de los Predicadores.
Fue docente en Tarragona y Cervera y promueve vocaciones entre los jóvenes, destacándose como consejero de reyes y catedráticos. Colabora en establecer conventos y se distingue por su extrema austeridad y obediencia. Ya en vida era reconocido como santo; por su piedad le llamaban  "el fraile que habla con el ángel".
Pasa sus últimos años  dedicado a la contemplación, la penitencia y la mortificación de su cuerpo, mientras habita en la Cueva de Santa Magdalena, cerca de Marsella, y luego en una cueva angosta excavada en proximidades del Convento de Santo Domingo. 